# Charles Valérand Ragon de Bange

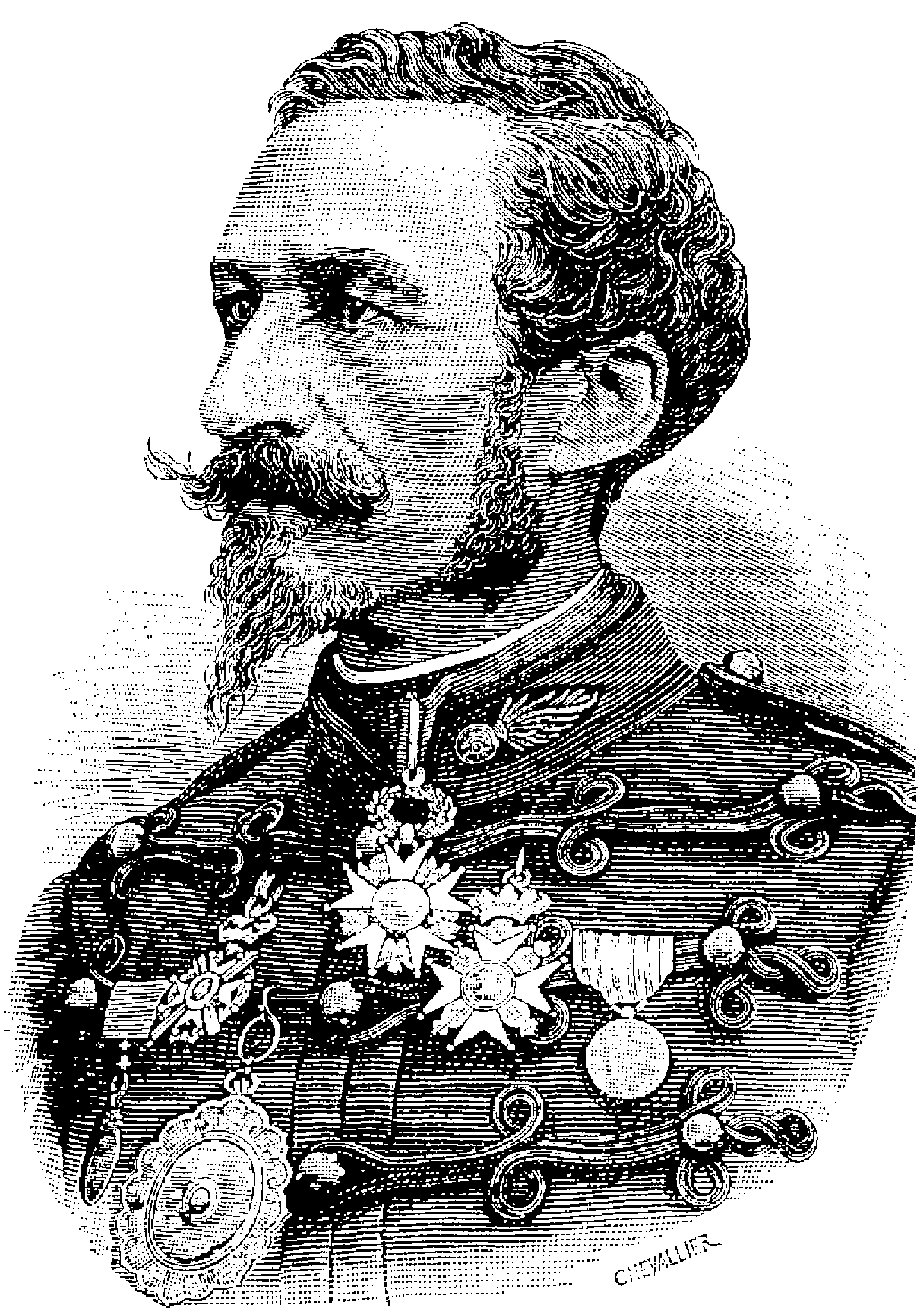
Charles Valérand Ragon de Bange

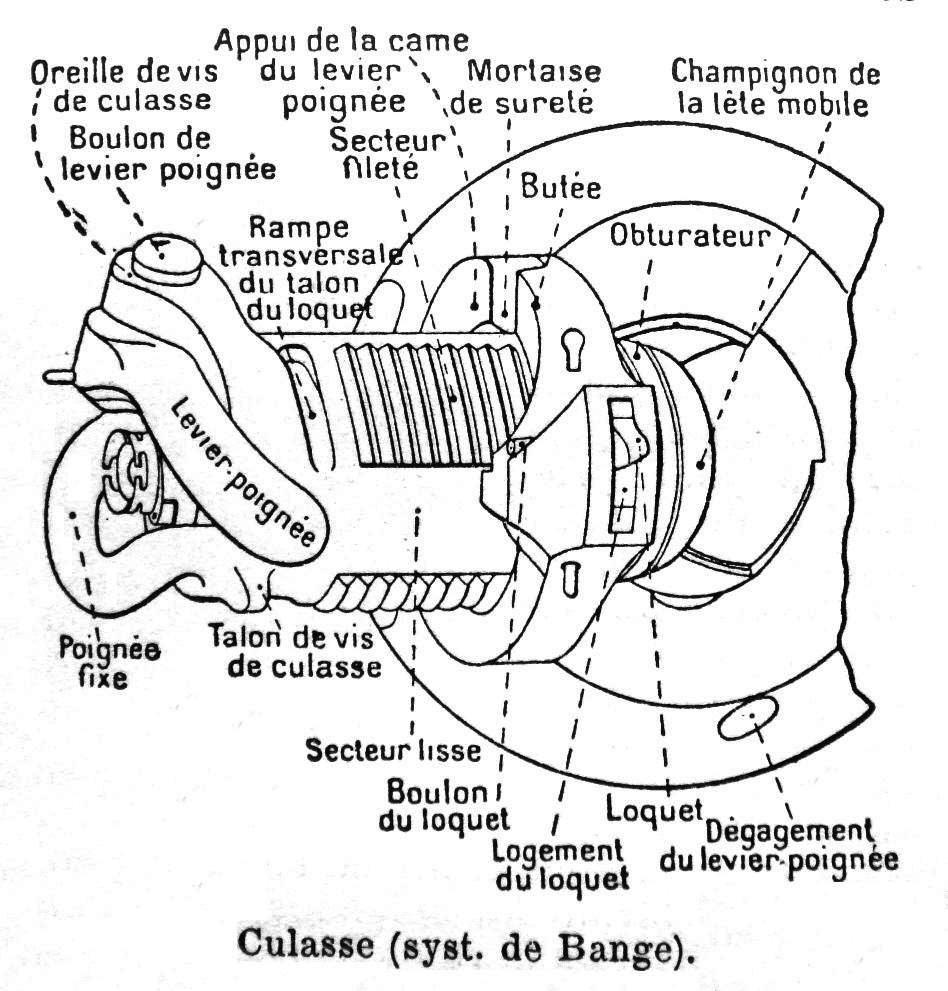
Geöffneter Geschützverschluss System de Bange

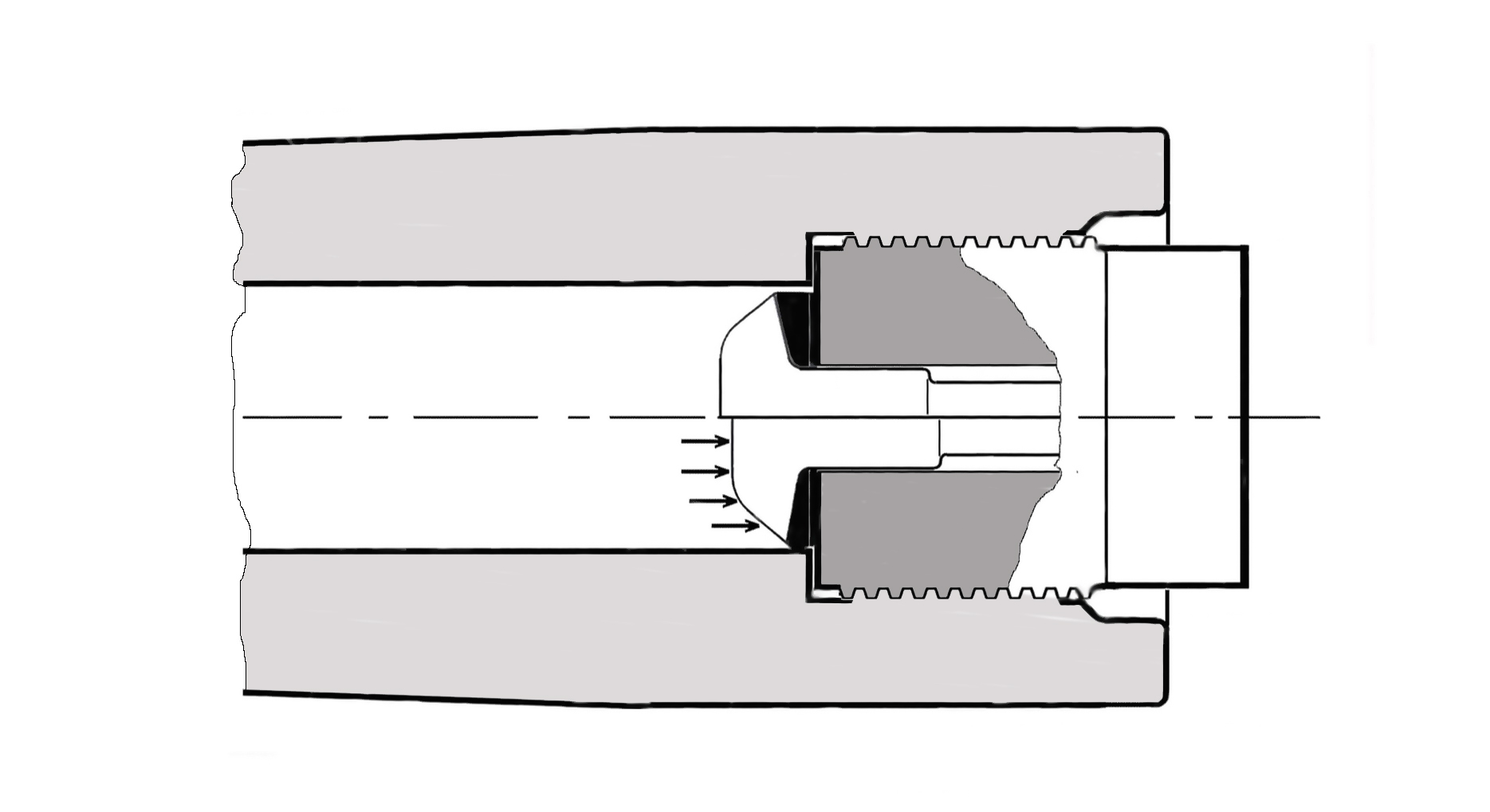
DeBange-Verschluss, Funktion der Liderung

Charles Valérand Ragon de Bange (* 17. Oktober 1833 in Balignicourt, Aube; † 9. Juli 1914 in Le Chesnay bei Versailles) war ein französischer Polytechniker, Colonel der Artillerie und Schöpfer eines Geschützsystems, das seine Leistungsfähigkeit seit dem Ende des 19. Jahrhunderts bis heute beweist.

## Militärische Karriere
Ragon de Bange trat 1853 in die École polytechnique ein und wurde 1857 Sous-lieutenant der Artillerie. Er kämpfte anschließend im 8e régiment d'artillerie und zeichnete sich in der Schlacht bei Solferino aus. Nach seiner Rückkehr nach Frankreich wechselte er zunächst in den technischen Dienst. 1862 zum Capitaine befördert, diente er von 1867 bis 1869 im „9e régiment d'artillerie“ in Besançon, um danach in das „Atelier de précision“ des „Dépôt Central“ in Paris zu wechseln. Er wurde 1874 Chef d’escadron, 1878 Lieutenant-colonel und Colonel im Jahre 1880. Die Légion d’honneur wurde ihm 1876 verliehen, Commandeur der Ehrenlegion wurde er 1889.

## Ingenieur
Die Niederlage Frankreichs im Deutsch-Französischen Krieg und die schnelle Entwicklung des Artilleriematerials in der Zeit nach 1870 zwangen die französische Militärführung, über Neuerungen nachzudenken. Zunächst wurden die bronzenen de Reffye Geschütze modéle 1870 und die stählernen „Lahitolle“ (Modèle 1875) zu Hinterladern umgebaut. Die Einführung der Pikrinsäure und des rauchschwachen Pulvers (Poudre B) verbesserte die Munition erheblich, zwang jedoch auch dazu, die Geschütze zu verstärken.
1873 wurde de Bange beauftragt, ein leichtes und ein schweres Feldgeschütz zu konstruieren.
De Bange stellte 1872 das Système de Bange vor, bei dem es möglich war, den Verschluss gasdicht abzuschließen und so die Wirksamkeit der Waffe zu erhöhen. Die bisherigen Systeme krankten daran, dass aus dem Verschluss Gase und Flammen austraten, was nicht nur die Kanoniere gefährdete, sondern auch zu einem unbefriedigenden Leistungsverlust führte. Das System de Bange wurde auf dem schnellsten Weg von der französischen Artillerie, der Royal Navy und der U.S. Navy übernommen, da ihre großen Kanonen immer noch als Vorderlader funktionierten. Sie hatten jetzt eine besondere plastische Liderung (Dichtung), die aus Asbest und Talg besteht.

### Geschütztypen
1873 wurde er Direktor der Ateliers de précision im Dépôt Central de Paris, von wo aus er die Neugestaltung aller Artilleriegeschütze überwachte.
Er erfüllte diese Aufgabe durch die Entwicklung von:
- der Canon de 80 modèle 1877 mm für die Gebirgsartillerie;
- der Canon de Bange de 90 mm für die Feldartillerie;
- der Canon de 120 mm L modèle 1878 mm für die Belagerungsartillerie;
- der Canon de Bange de 155 mm für die Belagerungsartillerie;
- des Mortier de Bange de 220 mm für die Belagerungsartillerie (1880);
- der Canon de 240 mm modèle 1884 mm für die Belagerungs- und Küstenartillerie (1884);
- des Mortier de 270 modèle 1885 mm für die Belagerungs- und Küstenartillerie (1885).

Zwischen 1882 und 1890 war de Bange Generaldirektor der früheren Etablissements Cail, deren Werkstätten Grenelle (bei Paris), in Denain und in Douai lagen. Den größten Teil der Fabriken wandelte er in Geschützfabriken um. Im November 1884 trat er mit seinem Feldgeschützsystem in Wettbewerb mit Krupp, als die serbische Feldartillerie neu ausgerüstet werden sollte. Die serbische Regierung entschied sich für die Geschütze von de Bange. Im Königreich Rumänien wurde 1885/86 nach Schießversuchen den Geschützen von Krupp gegenüber denen de Banges der Vorzug gegeben.
Anlässlich der Weltausstellung 1885 in Antwerpen stellte de Bange eine Riesenkanone auf. Sie bestand aus Stahl mit Beringung, hatte ein Kaliber von 34 cm, ein Rohrgewicht von 37.000 kg, eine Rohrlänge von 11,20 m und verfeuerte Geschosse von 420 bis 600 kg Gewicht mit Pulverladungen von 180 bis 200 kg. Sie sollte bis zu 18 km weit schießen, doch sie zersprang bereits bei ihrem dritten abgegebenen Schuss im Jahr 1887.

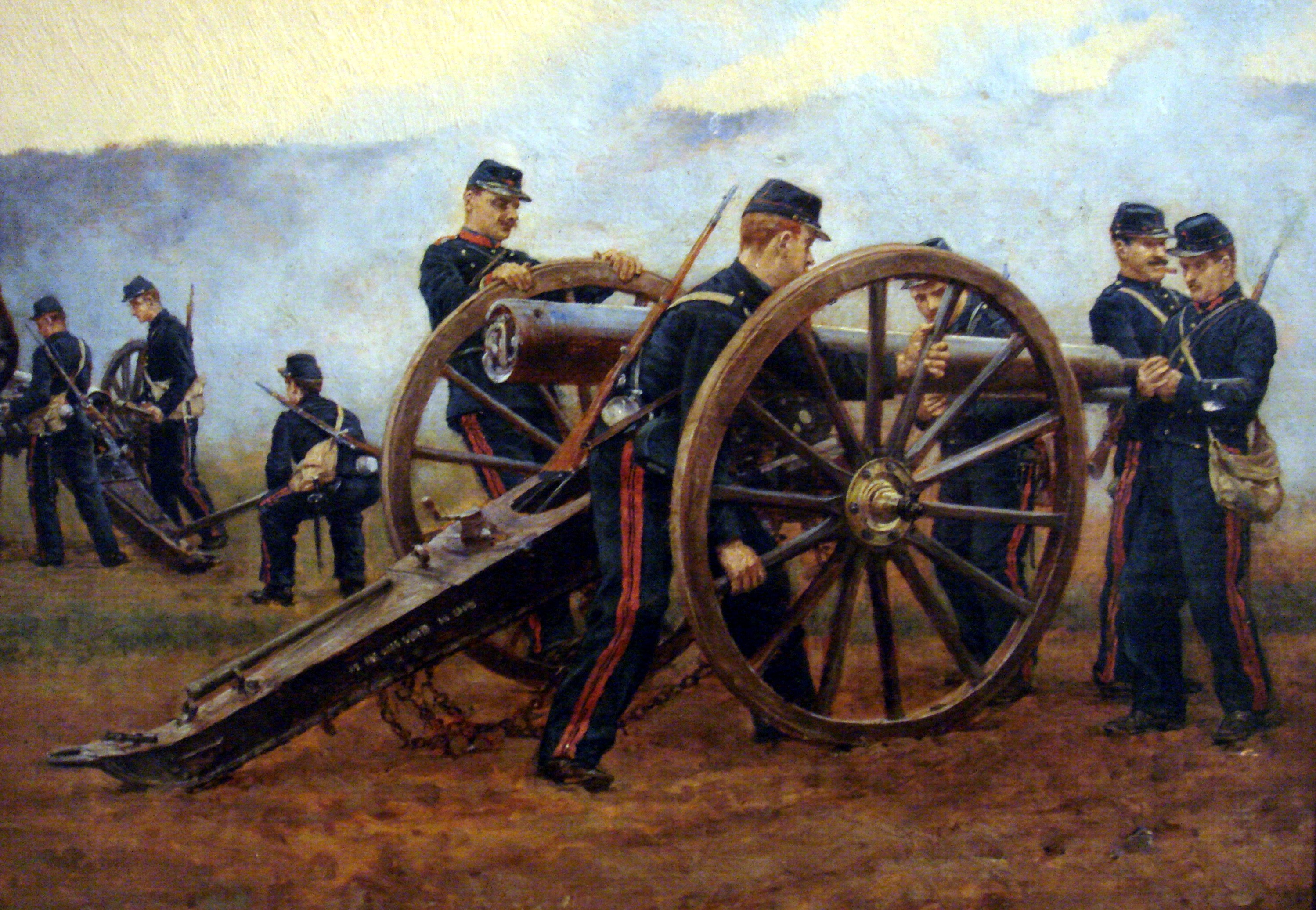
Ein de-Bange-Feldgeschütz 1898, Gemälde von Etienne-Prosper Berne-Bellecourt
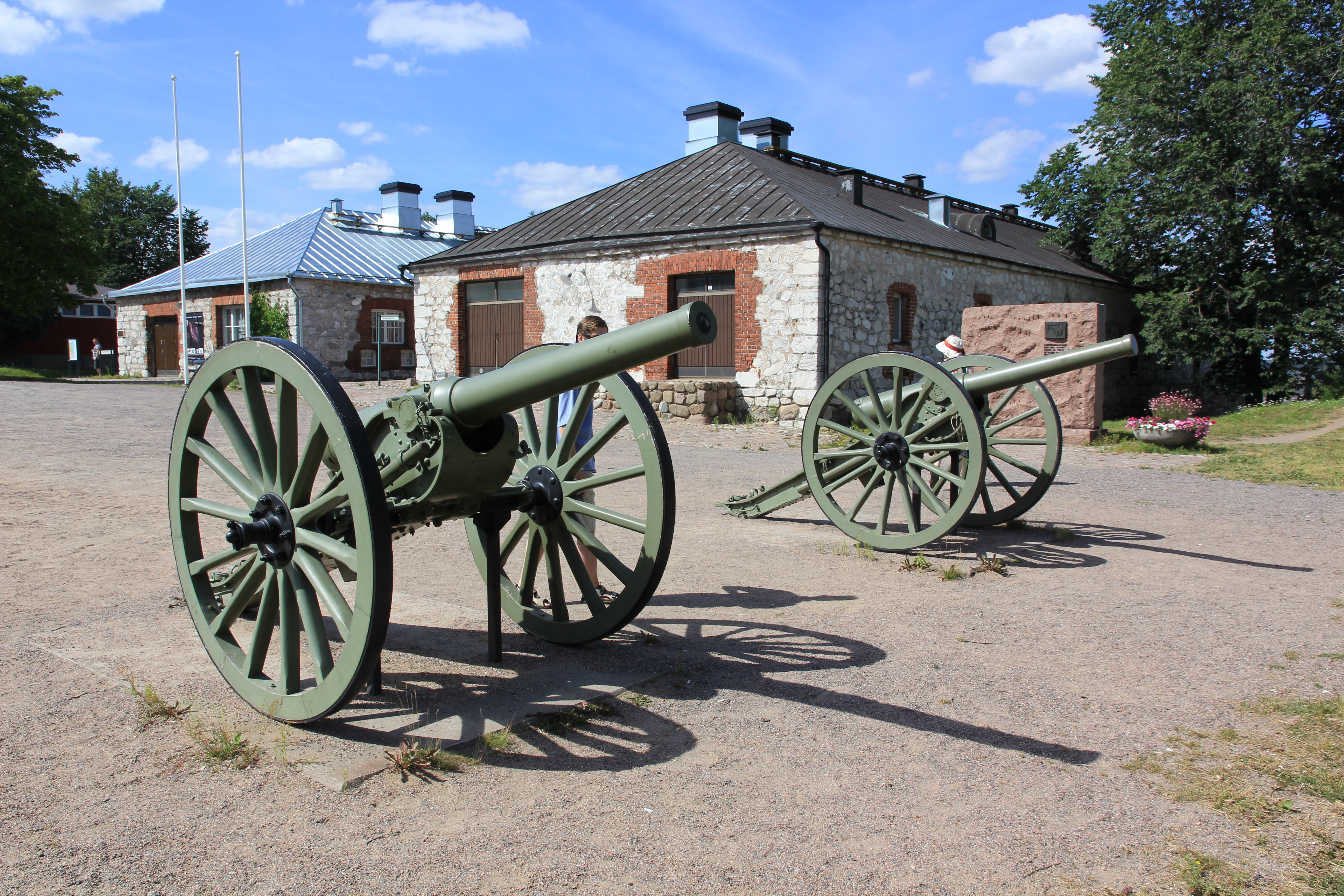
Ausgestellt im finnischen Militärmuseum.
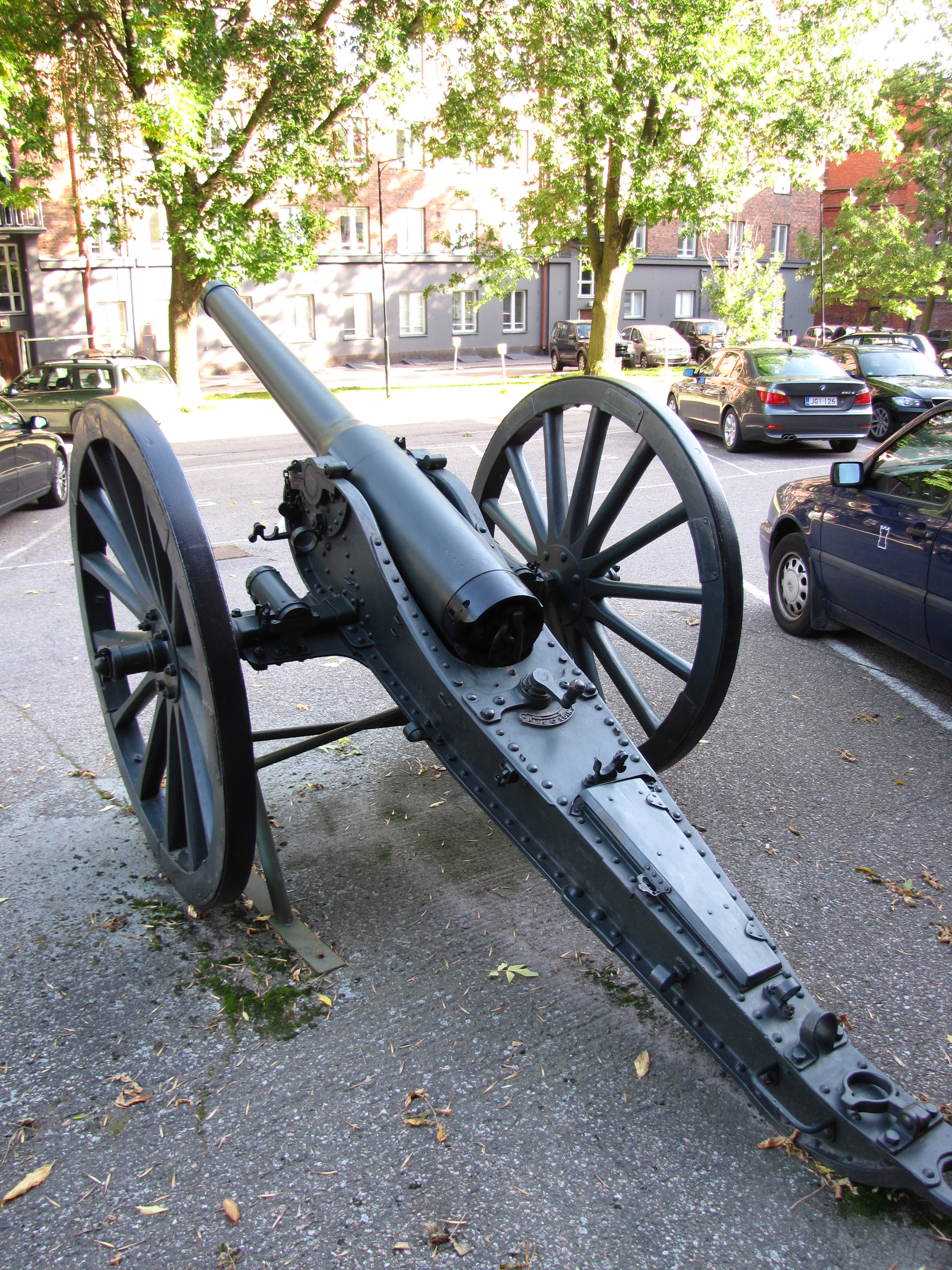
présenté devant le musée militaire de Finlande.
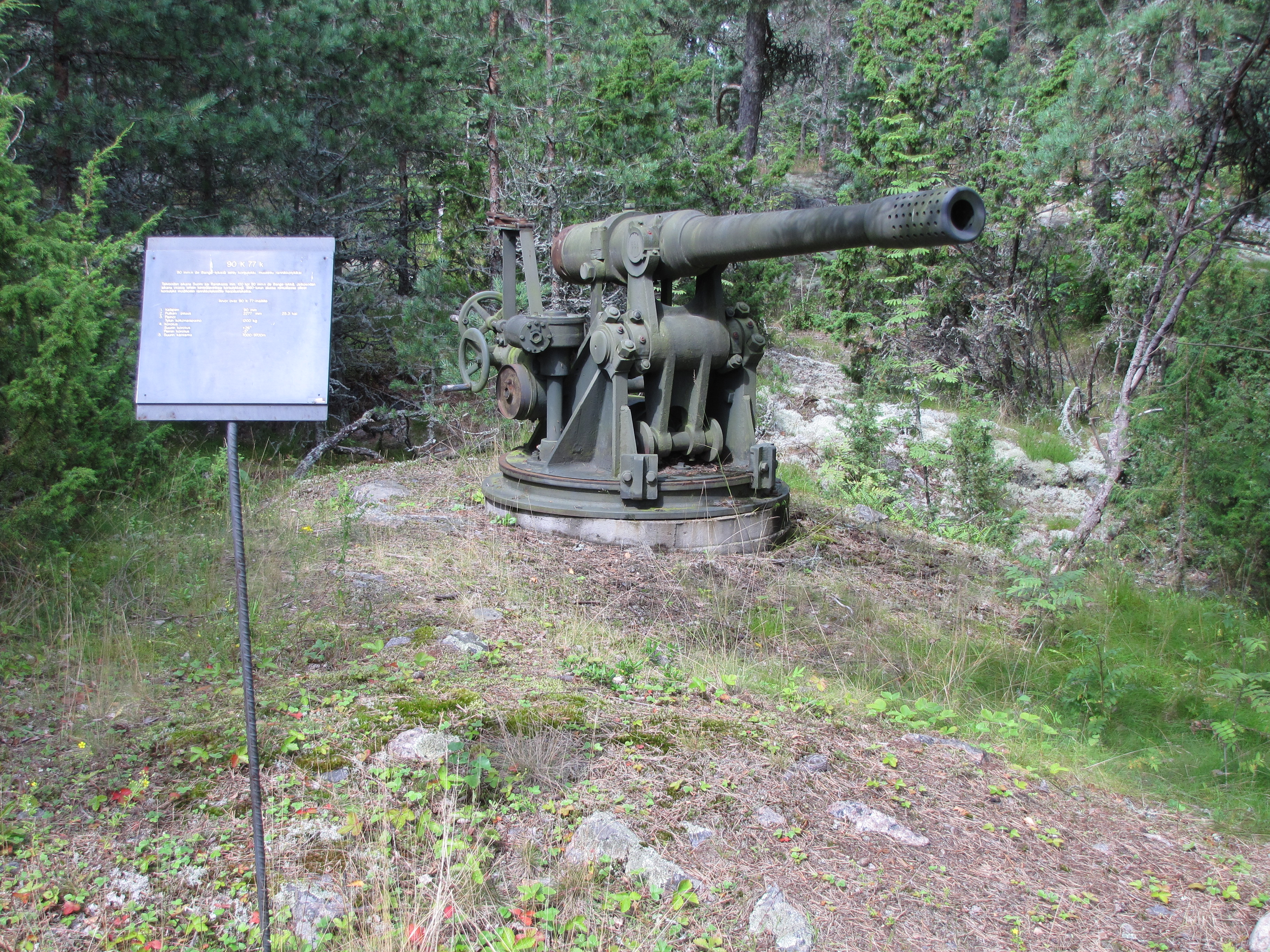
Modernisiertes de-Bange-Festungsgeschütz aus dem Zweiten Weltkrieg in Finnland
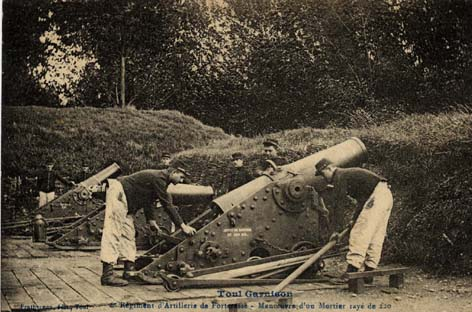
Mortier de 220 de Bange um 1880 in Toul
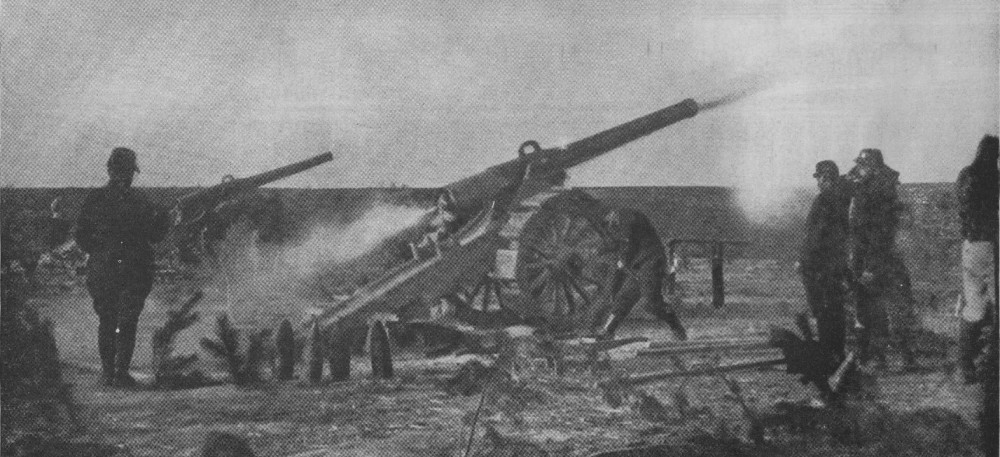
Eine Kanone 155 L  1915
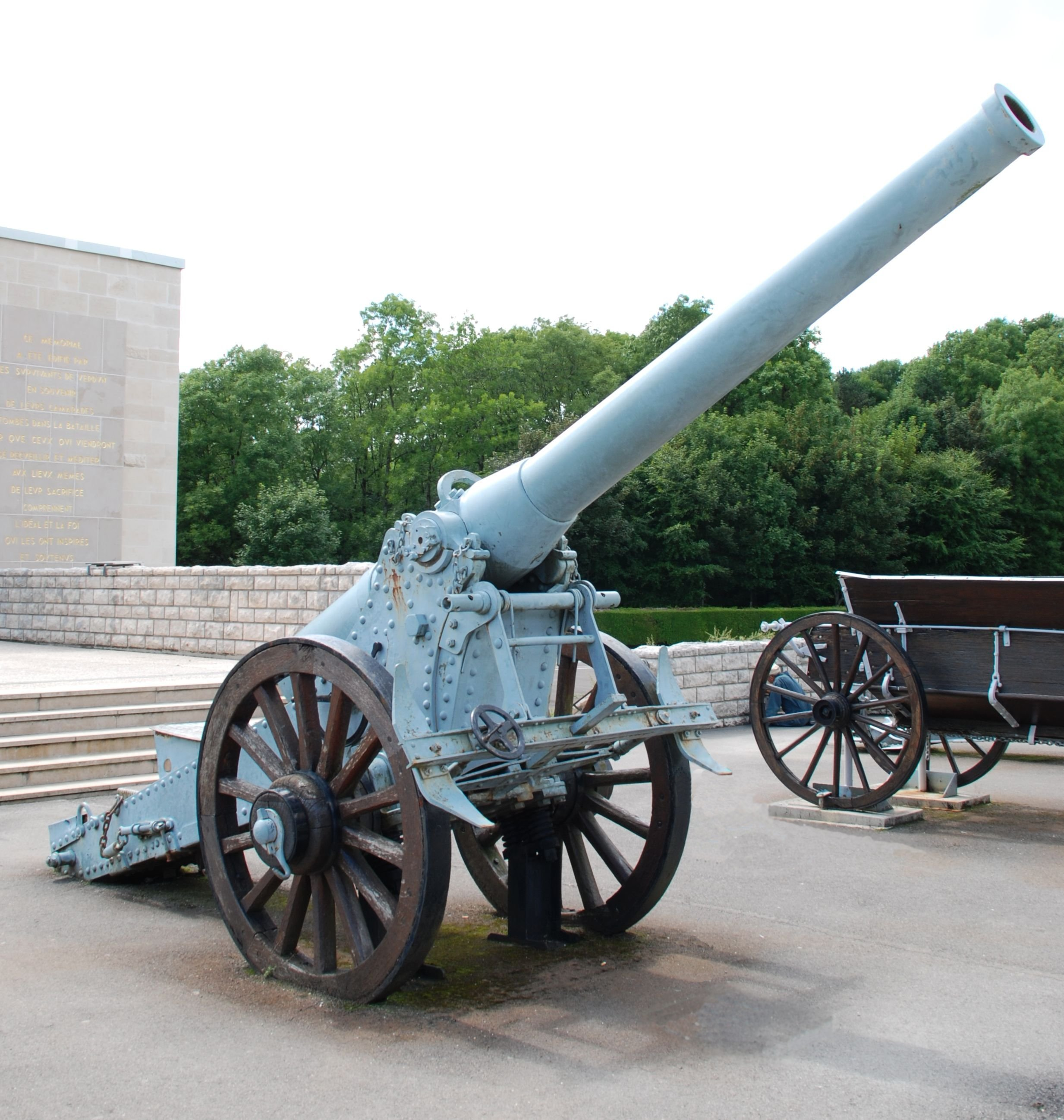
155L vor dem Memorial in  Verdun
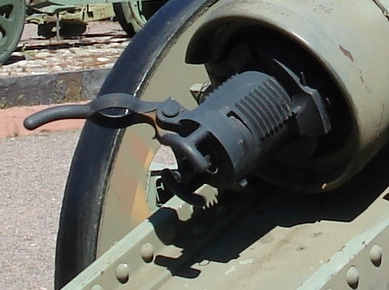
Ein entriegelter Verschluss einer 155-mm-Kanone

## Ehrungen
Neben der Bezeichnung des von ihm erfundenen Systems trägt eine Straße in Le Chesnay seinen Namen, ebenso ist eine Schule in derselben Stadt nach ihm benannt.